# Bayer 04 Leverkusen Fußball 2017-2018
Questa voce raccoglie le informazioni riguardanti il Bayer 04 Leverkusen Fußball nelle competizioni ufficiali della stagione calcistica 2017-2018.

## Stagione
Nella stagione 2017-2018 il Bayer Leverkusen, allenato da Heiko Herrlich, concluse il campionato di Bundesliga al 5º posto. In Coppa di Germania il Bayer Leverkusen fu eliminato in semifinale dal Bayern Monaco.

## Rosa
| N. |                     | Ruolo | Calciatore            |
| -- | ------------------- | ----- | --------------------- |
| 1  | Germania (bandiera) | P     | Bernd Leno            |
| 36 | Germania (bandiera) | P     | Niklas Lomb           |
| 28 | Austria (bandiera)  | P     | Ramazan Özcan         |
| 5  | Germania (bandiera) | D     | Sven Bender           |
| 39 | Germania (bandiera) | D     | Benjamin Henrichs     |
| 16 | Croazia (bandiera)  | D     | Tin Jedvaj            |
| 3  | Grecia (bandiera)   | D     | Panagiōtīs Retsos     |
| 4  | Germania (bandiera) | D     | Jonathan Tah          |
| 18 | Brasile (bandiera)  | D     | Wendell               |
| 33 | Germania (bandiera) | C     | Atakan Akkaynak       |
| 20 | Cile (bandiera)     | C     | Charles Aránguiz      |
| 15 | Austria (bandiera)  | C     | Julian Baumgartlinger |
| 38 | Germania (bandiera) | C     | Karim Bellarabi       |

| N. |                      | Ruolo | Calciatore       |
| -- | -------------------- | ----- | ---------------- |
| 8  | Germania (bandiera)  | C     | Lars Bender      |
| 10 | Germania (bandiera)  | C     | Julian Brandt    |
| 37 | Germania (bandiera)  | C     | Marlon Frey      |
| 29 | Germania (bandiera)  | C     | Kai Havertz      |
| 21 | Germania (bandiera)  | C     | Dominik Kohr     |
| 30 | Germania (bandiera)  | C     | Sam Schreck      |
| 22 | Ucraina (bandiera)   | C     | Vladlen Jurčenko |
| 13 | Argentina (bandiera) | A     | Lucas Alario     |
| 9  | Giamaica (bandiera)  | A     | Leon Bailey      |
| 11 | Germania (bandiera)  | A     | Stefan Kießling  |
| 17 | Finlandia (bandiera) | A     | Joel Pohjanpalo  |
| 31 | Germania (bandiera)  | A     | Kevin Volland    |

## Organigramma societario
Area tecnica
- Allenatore: Heiko Herrlich
- Allenatore in seconda: Lars Kornetka, Nico Schneck, Xaver Zembrod
- Preparatore dei portieri: David Thiel
- Preparatori atletici: Schahriar Bigdeli, Daniel Jouvin

## Risultati

### Bundesliga

#### Girone di andata
| Arbitro: | Stieler |

|                                            |           |             |
| Süle 9’ Tolisso 18’ Lewandowski 53’ (rig.) | Marcatori | 65’ Mehmedi |

| Arbitro: | Osmers |

|                                  |           |                      |
| Wendell 32’ (rig.) Bellarabi 49’ | Marcatori | 47’ Kramarić 70’ Uth |

| Arbitro: | Schmidt |

|                                |           |          |
| Mutō 45’ Diallo 57’ Serdar 71’ | Marcatori | 22’ Kohr |

| Arbitro: | Jablonski |

|                                          |           |  |
| Volland 21’, 34’ Aránguiz 29’ Brandt 86’ | Marcatori |  |

| Arbitro: | Aytekin |

|                      |           |            |
| Leckie 16’ Kalou 24’ | Marcatori | 84’ Brandt |

| Arbitro: | Kampka |

|                             |           |  |
| Volland 20’, 83’ Alario 23’ | Marcatori |  |

| Arbitro: | Winkmann |

|              |           |            |
| Goretzka 34’ | Marcatori | 61’ Bailey |

| Arbitro: | Ittrich |

|                       |           |                              |
| Bender 29’ Alario 61’ | Marcatori | 44’ Origi 69’ Błaszczykowski |

| Arbitro: | Dankert |

|            |           |                                                             |
| Johnson 7’ | Marcatori | 48’ Bender 59’ Bailey 61’ Brandt 69’ Volland 81’ Pohjanpalo |

| Arbitro: | Gräfe |

|                       |           |              |
| Bailey 54’ Bender 73’ | Marcatori | 23’ Guirassy |

| Arbitro: | Dingert |

|           |           |             |
| Danso 49’ | Marcatori | 47’ Volland |

| Arbitro: | Osmers |

|                        |           |                                       |
| Bailey 44’ Volland 74’ | Marcatori | 13’ (rig.) Werner 54’ (rig.) Forsberg |

| Arbitro: | Ittrich |

|  |           |             |
|  | Marcatori | 76’ Volland |

| Arbitro: | Hartmann |

|             |           |                |
| Volland 30’ | Marcatori | 73’ Jarmolenko |

| Arbitro: | Aytekin |

|  |           |                        |
|  | Marcatori | 20’ Havertz 80’ Bender |

| Arbitro: | Stieler |

|            |           |  |
| Alario 11’ | Marcatori |  |

| Arbitro: | Storks |

|                                                  |           |                                        |
| Bebou 12’ Füllkrug 21’ (rig.) Klaus 45’ Korb 83’ | Marcatori | 11’ Brandt 25’ Mehmedi 47’, 67’ Bailey |

#### Girone di ritorno
| Arbitro: | Siebert |

|             |           |                                       |
| Volland 70’ | Marcatori | 32’ Martínez 59’ Ribéry 90’ Rodríguez |

| Arbitro: | Stieler |

|            |           |                                               |
| Szalai 86’ | Marcatori | 43’ Bailey 51’ Baumgartlinger 70’, 90’ Alario |

| Arbitro: | Willenborg |

|                               |           |  |
| Bailey 48’ Wendell 68’ (rig.) | Marcatori |  |

| Friburgo in Brisgovia 3 febbraio 2018, ore 15:30 21ª giornata | Friburgo | 0 – 0 referto | Bayer Leverkusen | Schwarzwald-Stadion (24.000 spett.)\| Arbitro: \| Kampka \| |
| Arbitro:                                                      | Kampka   |               |                  |                                                             |

| Arbitro: | Ittrich |

|  |           |                      |
|  | Marcatori | 43’ Lazaro 58’ Kalou |

| Arbitro: | Brych |

|          |           |                        |
| Hahn 70’ | Marcatori | 40’ Bailey 50’ Havertz |

| Arbitro: | Siebert |

|  |           |                                     |
|  | Marcatori | 11’ Burgstaller 89’ (rig.) Bentaleb |

| Arbitro: | Zwayer |

|             |           |                              |
| Mehmedi 79’ | Marcatori | 31’ (rig.) Alario 78’ Brandt |

| Arbitro: | Hartmann |

|                       |           |  |
| Alario 39’ Brandt 90’ | Marcatori |  |

| Arbitro: | Osmers |

|                     |           |  |
| Ōsako 9’ Zoller 69’ | Marcatori |  |

| Leverkusen 31 marzo 2018, ore 15:30 28ª giornata | Bayer Leverkusen | 0 – 0 referto | Augusta | BayArena (25.831 spett.)\| Arbitro: \| Willenborg \| |
| Arbitro:                                         | Willenborg       |               |         |                                                      |

| Arbitro: | Aytekin |

|              |           |                                               |
| Sabitzer 17’ | Marcatori | 45’ Havertz 51’ Brandt 56’ Retsos 69’ Volland |

| Arbitro: | Brych |

|                                  |           |            |
| Brandt 20’ Volland 71’, 77’, 88’ | Marcatori | 23’ Fabián |

| Arbitro: | Schmidt |

|                                      |           |  |
| Sancho 13’ Reus 55’, 79’ Philipp 63’ | Marcatori |  |

| Arbitro: | Welz |

|  |           |             |
|  | Marcatori | 67’ Gentner |

| Brema 5 maggio 2018, ore 15:30 33ª giornata | Werder Brema | 0 – 0 referto | Bayer Leverkusen | Weserstadion (41.000 spett.)\| Arbitro: \| Hartmann \| |
| Arbitro:                                    | Hartmann     |               |                  |                                                        |

| Arbitro: | Winkmann |

|                           |           |                         |
| Alario 3’, 18’ Brandt 55’ | Marcatori | 90’ Füllkrug 90’ Harnik |

### Coppa di Germania
| Arbitro: | Hartmann |

|  |           |                                     |
|  | Marcatori | 93’ Kohr 99’ Pohjanpalo 105’ Bailey |

| Arbitro: | Willenborg |

|                                                       |           |           |
| Brandt 36’ Alario 59’ Wendell 89’ (rig.) Aránguiz 90’ | Marcatori | 46’ Daube |

| Arbitro: | Gräfe |

|  |           |            |
|  | Marcatori | 70’ Bailey |

| Arbitro: | Fritz |

|                                             |           |                               |
| Brandt 31’, 55’ Bellarabi 111’ Havertz 118’ | Marcatori | 4’ (rig.) Kruse 7’ Jóhannsson |

| Arbitro: | Siebert |

|                       |           |                                                    |
| Bender 16’ Bailey 72’ | Marcatori | 3’, 9’ Lewandowski 52’, 64’, 78’ Müller 60’ Thiago |

## Statistiche

### Statistiche di squadra
| Competizione      | Punti | In casa | In casa | In casa | In casa | In casa | In casa | In trasferta | In trasferta | In trasferta | In trasferta | In trasferta | In trasferta | Totale | Totale | Totale | Totale | Totale | Totale | DR  |
| Competizione      | Punti | G       | V       | N       | P       | Gf      | Gs      | G            | V            | N            | P            | Gf           | Gs           | G      | V      | N      | P      | Gf     | Gs     | DR  |
| ----------------- | ----- | ------- | ------- | ------- | ------- | ------- | ------- | ------------ | ------------ | ------------ | ------------ | ------------ | ------------ | ------ | ------ | ------ | ------ | ------ | ------ | --- |
| Bundesliga        | 55    | 17      | 8       | 5       | 4       | 29      | 19      | 17           | 7            | 5            | 5            | 29           | 25           | 34     | 15     | 10     | 9      | 58     | 44     | +14 |
| Coppa di Germania | -     | 3       | 2       | 0       | 1       | 10      | 9       | 2            | 2            | 0            | 0            | 4            | 0            | 5      | 4      | 0      | 1      | 14     | 9      | +5  |
| Totale            | -     | 20      | 10      | 5       | 5       | 39      | 28      | 19           | 9            | 5            | 5            | 33           | 25           | 39     | 19     | 10     | 10     | 72     | 53     | +19 |

### Andamento in campionato
| Giornata  | 1  | 2  | 3  | 4  | 5  | 6  | 7  | 8  | 9 | 10 | 11 | 12 | 13 | 14 | 15 | 16 | 17 | 18 | 19 | 20 | 21 | 22 | 23 | 24 | 25 | 26 | 27 | 28 | 29 | 30 | 31 | 32 | 33 | 34 |
| --------- | -- | -- | -- | -- | -- | -- | -- | -- | - | -- | -- | -- | -- | -- | -- | -- | -- | -- | -- | -- | -- | -- | -- | -- | -- | -- | -- | -- | -- | -- | -- | -- | -- | -- |
| Luogo     | T  | C  | T  | C  | T  | C  | T  | C  | T | C  | T  | C  | T  | C  | T  | C  | T  | C  | T  | C  | T  | C  | T  | C  | T  | C  | T  | C  | T  | C  | T  | C  | T  | C  |
| Risultato | P  | N  | P  | V  | P  | V  | N  | N  | V | V  | N  | N  | V  | N  | V  | V  | N  | P  | V  | V  | N  | P  | V  | P  | V  | V  | P  | N  | V  | V  | P  | P  | N  | V  |
| Posizione | 15 | 14 | 17 | 12 | 14 | 10 | 11 | 12 | 9 | 8  | 9  | 9  | 6  | 9  | 5  | 4  | 4  | 5  | 2  | 2  | 2  | 5  | 4  | 5  | 5  | 4  | 5  | 5  | 4  | 3  | 4  | 5  | 5  | 5  |

Legenda:

Luogo: C = Casa; T = Trasferta. Risultato: V = Vittoria; N = Pareggio; P = Sconfitta.

### Statistiche dei giocatori
| Giocatore         | Bundesliga | Bundesliga | Bundesliga  | Bundesliga | Coppa di Germania | Coppa di Germania | Coppa di Germania | Coppa di Germania | Totale   | Totale | Totale      | Totale     |
| Giocatore         | Presenze   | Reti       | Ammonizioni | Espulsioni | Presenze          | Reti              | Ammonizioni       | Espulsioni        | Presenze | Reti   | Ammonizioni | Espulsioni |
| ----------------- | ---------- | ---------- | ----------- | ---------- | ----------------- | ----------------- | ----------------- | ----------------- | -------- | ------ | ----------- | ---------- |
| B. Leno           | 33         | 0          | 1           | 0          | 5                 | 0                 | 0                 | 0                 | 38       | 0      | 1           | 0          |
| N. Lomb           | -          | -          | -           | -          | -                 | -                 | -                 | -                 | -        | -      | -           | -          |
| R. Özcan          | 1          | 0          | 0           | 0          | -                 | -                 | -                 | -                 | 1        | 0      | 0           | 0          |
| S. Bender         | 29         | 2          | 0           | 0          | 5                 | 0                 | 0                 | 0                 | 34       | 2      | 0           | 0          |
| B. Henrichs       | 23         | 0          | 1           | 1          | 5                 | 0                 | 1                 | 0                 | 28       | 0      | 2           | 1          |
| T. Jedvaj         | 10         | 0          | 1           | 0          | -                 | -                 | -                 | -                 | 10       | 0      | 1           | 0          |
| P. Retsos         | 24         | 1          | 6           | 0          | 4                 | 0                 | 2                 | 0                 | 28       | 1      | 8           | 0          |
| J. Tah            | 28         | 0          | 1           | 0          | 5                 | 0                 | 0                 | 0                 | 33       | 0      | 1           | 0          |
| Wendell           | 26         | 2          | 6           | 1          | 4                 | 1                 | 2                 | 0                 | 30       | 3      | 8           | 1          |
| A. Akkaynak       | -          | -          | -           | -          | -                 | -                 | -                 | -                 | -        | -      | -           | -          |
| C. Aránguiz       | 27         | 1          | 4           | 0          | 4                 | 1                 | 1                 | 0                 | 31       | 2      | 5           | 0          |
| J. Baumgartlinger | 22         | 1          | 3           | 0          | 2                 | 0                 | 1                 | 0                 | 24       | 1      | 4           | 0          |
| K. Bellarabi      | 24         | 1          | 2           | 0          | 5                 | 1                 | 0                 | 0                 | 29       | 2      | 2           | 0          |
| L. Bender         | 21         | 2          | 5           | 0          | 3                 | 1                 | 0                 | 0                 | 24       | 3      | 5           | 0          |
| J. Brandt         | 34         | 9          | 0           | 0          | 5                 | 3                 | 0                 | 0                 | 39       | 12     | 0           | 0          |
| M. Frey           | -          | -          | -           | -          | -                 | -                 | -                 | -                 | -        | -      | -           | -          |
| K. Havertz        | 30         | 3          | 3           | 0          | 5                 | 1                 | 1                 | 0                 | 35       | 4      | 4           | 0          |
| D. Kohr           | 28         | 1          | 8           | 1          | 4                 | 1                 | 1                 | 0                 | 32       | 2      | 9           | 1          |
| S. Schreck        | -          | -          | -           | -          | -                 | -                 | -                 | -                 | -        | -      | -           | -          |
| V. Jurčenko       | -          | -          | -           | -          | -                 | -                 | -                 | -                 | -        | -      | -           | -          |
| L. Alario         | 23         | 9          | 4           | 1          | 3                 | 1                 | 0                 | 0                 | 26       | 10     | 4           | 1          |
| L. Bailey         | 30         | 9          | 2           | 0          | 4                 | 3                 | 1                 | 0                 | 34       | 12     | 3           | 0          |
| S. Kießling       | 8          | 0          | 0           | 0          | -                 | -                 | -                 | -                 | 8        | 0      | 0           | 0          |
| J. Pohjanpalo     | 7          | 1          | 0           | 0          | 1                 | 1                 | 0                 | 0                 | 8        | 2      | 0           | 0          |
| K. Volland        | 31         | 14         | 5           | 0          | 4                 | 0                 | 1                 | 0                 | 35       | 14     | 6           | 0          |
| A. Ramalho        | 3          | 0          | 0           | 0          | -                 | -                 | -                 | -                 | 3        | 0      | 0           | 0          |
| A. Dragović       | 1          | 0          | 0           | 0          | -                 | -                 | -                 | -                 | 1        | 0      | 0           | 0          |
| K. Kampl          | 1          | 0          | 0           | 0          | 1                 | 0                 | 0                 | 0                 | 2        | 0      | 0           | 0          |
| A. Mehmedi        | 12         | 2          | 3           | 0          | 3                 | 0                 | 0                 | 0                 | 15       | 2      | 3           | 0          |